# Margarita Vladimirovna Zimmermann
Margarita Vladimirovna Zimmermann, née après 1863 à Perm et morte en 1934 dans la même ville, est une des trois sœurs Zimmermann qui inspirèrent Tchekhov pour sa pièce Les Trois Sœurs, selon certains spécialistes. Elle fut confondatrice avec ses sœurs du premier lycée privé de garçons de Perm.

## Biographie
Margarita est la fille puînée du médecin en chef de la clinique Alexandrovskaïa de Perm, Vladimir Ivanovitch Zimmermann, luthérien d'origine allemande, qui avait le rang de conseiller d'État. Elle fait ses études comme ses sœurs au lycée de jeunes filles Marie de la ville. Elles fondent toutes les trois le premier lycée privé de garçons de la ville, dont l'aînée Ottilia devient la directrice. Le lycée est fermé par les autorités bolchéviques en 1919 et Ottilia est arrêtée par la tchéka en 1920 et meurt en prison en septembre de la même année. Plusieurs notabilités locales, comme leur neveu, le futur professeur de physiothérapie Alexandre Künzel (1898-1984), furent éduqués dans ce lycée. Celui-ci se souvient que sa tante Margarita « enseignait l'allemand et que c'était une femme extraordinairement bonne, simple et humaine. Je ne me rappelle par l'avoir vue fâchée, elle était toujours modeste et réfléchie et inspirait vraiment la confiance à tout le monde. »
Après la mort de sa sœur en prison, Margarita Zimmermann trouve refuge chez un de ses anciens élèves, Vladimir Popov, dont elle éduque les enfants. Elle meurt de pneumonie en 1934 et est enterrée au carré luthérien du cimetière de l'Egochikha de Perm. Sa tombe a disparu, mais en octobre 2006, on érige dans le carré luthérien une stèle de granite noir à la mémoire des trois sœurs Zimmermann, rappelant qu'elles inspirèrent Tchékhov. En effet, celui-ci demeura quelque temps à Perm, en chemin vers l'île de Sakhaline en 1890, et la ville lui fit forte impression d'après une lettre écrite plus tard à Maxime Gorki. Il lui explique que sa pièce est inspirée d'une ville dans le genre de Perm.
Plusieurs similitudes existent entre les trois sœurs Zimmermann (dont le père, comme Tchékhov, était médecin et à qui il aurait rendu visite) : les initiales, Olga/Ottilia, Margarita/Macha, Evelina - dite en famille Inna/Irina; l'atmosphère cultivée de leur cercle familial, le veuvage du père, un frère qu'elles chérissaient, un neveu qui se suicida par amour, le rôle joué par l'enseignement (Olga comme Ottilia est directrice d'école), une seule des trois se marie, etc..